# Cantua Creek
Cantua Creek is een plaats in Fresno County in Californië in de VS.

## Geografie
Cantua Creek bevindt zich op 36°30′19″Noord, 120°18′57″West. De totale oppervlakte bedraagt 9,8 km² (3,8 mijl²) wat allemaal land is.

## Demografie
Volgens de census van 2000 bedroeg de bevolkingsdichtheid 66,7/km² (172,7/mijl²) en bedroeg het totale bevolkingsaantal 655 dat bestond uit:
- 42,60% blanken
- 0,15% zwarten of Afrikaanse Amerikanen
- 0,61% inheemse Amerikanen
- 52,06% andere
- 4,58% twee of meer rassen
- 93,74% Spaans of Latino

Er waren 141 gezinnen en 131 families in Cantua Creek. De gemiddelde gezinsgrootte bedroeg 4,51.

## Plaatsen in de nabije omgeving
De onderstaande figuur toont nabijgelegen plaatsen in een straal van 40 km rond Cantua Creek.